# مرد چمن‌زن ۲: فراتر از فضای مجازی
مرد چمن‌زن ۲: فراتر از فضای مجازی (به انگلیسی: Lawnmower Man 2: Beyond Cyberspace) فیلمی محصول سال ۱۹۹۶ و به کارگردانی فرهاد من است. در این فیلم بازیگرانی همچون پاتریک برگین، مت فروئر، آستین اوبراین، الی پوژه، کامیل کوپر، کوین کانوی، تره‌ور اوبراین، ریچارد فنسی، الیس ای.ویلیامز، مالی شنون ایفای نقش کرده‌اند.
این فیلم دنباله فیلم مرد چمن‌زن می‌باشد.